# 社会主义3.0
社会主义3.0是指在中国区别于毛泽东平均主义时代和邓小平改革开放时代的第三时代，亦称后改革时代。这一概念最早由香港中文大学王绍光教授在一次未公开发表的谈话中提出，后被皮特·马丁（Peter Martin）和戴维·科恩（David Cohen）在其文章《中国的社会主义3.0》（Socialism 3.0 in China）一文中用于评价薄熙来的重庆模式。文中对薄熙来主政的重庆采取的一系列毛主义政策提出了质疑。